# Williams FW24
Chronologie des modèles (2002)
Williams FW23 Williams FW25
La Williams FW24 est la monoplace engagée par l'écurie Williams F1 Team lors de la saison 2002 de Formule 1. Elle est pilotée par l'Allemand Ralf Schumacher et le Colombien Juan Pablo Montoya et les pilotes essayeurs sont Antônio Pizzonia, Giorgio Pantano et Marc Gené.

## Historique
Le châssis de la FW24 est basé sur celui de la monoplace de l'année précédente, la FW23. Sur le plan aérodynamique, la voiture est moins performante que ses principales rivales chez Ferrari et McLaren mais elle dispose d'un puissant moteur BMW.
La voiture s'est montrée compétitive mais inférieure à la Ferrari F2002. Williams a réalisé un doublé lors du Grand Prix de Malaisie et Montoya a signé 5 pole positions consécutives à la mi-saison. Il signe notamment le tour le plus rapide de l'histoire sur le circuit de Monza, avec une moyenne de 259,1 km/h.
À l'issue du championnat, Williams termine deuxième du classement des constructeurs avec 92 points.

## Résultats en championnat du monde de Formule 1

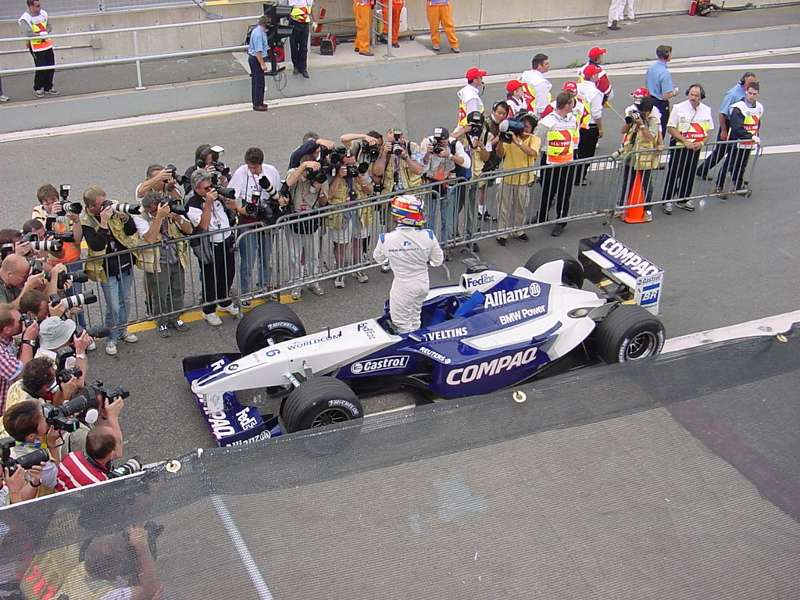
Juan Pablo Montoya et sa Williams FW24 lors du Grand Prix du Canada 2002.

| Saison | Écurie               | Moteur      | Pneus    | Pilotes            | Courses | Courses | Courses | Courses | Courses | Courses | Courses | Courses | Courses | Courses | Courses | Courses | Courses | Courses | Courses | Courses | Courses | Points inscrits | Classement |
| Saison | Écurie               | Moteur      | Pneus    | Pilotes            | 1       | 2       | 3       | 4       | 5       | 6       | 7       | 8       | 9       | 10      | 11      | 12      | 13      | 14      | 15      | 16      | 17      | Points inscrits | Classement |
| ------ | -------------------- | ----------- | -------- | ------------------ | ------- | ------- | ------- | ------- | ------- | ------- | ------- | ------- | ------- | ------- | ------- | ------- | ------- | ------- | ------- | ------- | ------- | --------------- | ---------- |
| 2002   | BMW Williams F1 Team | BMW P81 V10 | Michelin |                    | AUS     | MAL     | BRÉ     | SMR     | ESP     | AUT     | MON     | CAN     | EUR     | GBR     | FRA     | ALL     | HON     | BEL     | ITA     | USA     | JAP     | 92              | 2e         |
| 2002   | BMW Williams F1 Team | BMW P81 V10 | Michelin | Ralf Schumacher    | Abd     | 1er     | 2e      | 3e      | 11e     | 4e      | 3e      | 7e      | 4e      | 8e      | 5e      | 3e      | 3e      | 5e      | Abd     | 16e     | 11e     | 92              | 2e         |
| 2002   | BMW Williams F1 Team | BMW P81 V10 | Michelin | Juan Pablo Montoya | 2e      | 2e      | 5e      | 4e      | 2e      | 3e      | Abd     | Abd     | Abd     | 3e      | 4e      | 2e      | 11e     | 3e      | Abd     | 4e      | 4e      | 92              | 2e         |

Légende : ici 